# Чамдзврала
Чамдзврала (груз. ჩამძვრალა, арм. Չամդուրա) — село в Грузии, на территории Ахалкалакского муниципалитета края (мхаре) Самцхе-Джавахети.

## География
Село находится в южной части Грузии, на правом берегу реки Мурджахетисцкали (левый приток Паравани), на расстоянии приблизительно 3 километров (по прямой) к юго-юго-западу от города Ахалкалаки, административного центра муниципалитета. Абсолютная высота — 1733 метра над уровнем моря.

## Население
По результатам официальной переписи населения 2014 года, в Чамдзврале проживало 466 человек (229 мужчин и 237 женщин). В национальной структуре населения армяне составляли 99,8 %, грузины — 0,2 %.
| Год  | Население, человек |
| ---- | ------------------ |
| 2002 | 654                |
| 2014 | ↘ 466              |